# 江苏省人民代表大会常务委员会
江苏省人民代表大会常务委员会是江苏省人民代表大会的常设机构，於1979年12月29日根据第五届全国人民代表大会第二次会议所通过的《中华人民共和国地方各级人民代表大会和地方各级人民政府组织法》而成立，此前江苏省革命委员会行使江苏省地方国家权力机关的常设机关和执行机关的双重职能。

## 机构设置
- 专门委员会
  - 法制委员会
  - 内务司法委员会
  - 财政经济委员会
  - 民族宗教侨务委员会
  - 农业与农村工作委员会
  - 教育科学文化卫生委员会
  - 环境资源城乡建设委员会
- 工作机构
  - 办公厅
  - 外事委员会
  - 法制工作委员会
  - 预算工作委员会
  - 人事代表联络委员会
  - 研究室

## 组成人员

### 第五届
- 时间：1979年12月-1983年4月
- 主任：许家屯
- 副主任：张仲良、钟国楚、辛少波、匡亚明、何冰皓、戴为然、谢克东、陈鹤琴、杨汉林、叶胥朝、刘树勋、廖运泽

### 第六届
- 时间：1983年4月-1988年1月
- 主任：储江
- 副主任：辛少波（1984年6月辞职）、匡亚明（1985年5月辞职）、陈德先、何冰皓、刘树勋、钟国楚（1985年5月辞职）、李庆逵、汪冰石（1984年6月增补）、洪沛霖（1984年6月增补）、李执中（1985年5月增补）[1]

### 第七届
- 时间：1988年1月-1993年1月
- 主任：韩培信
- 副主任：李执中、邢白、李庆逵、杜子威、张耀华（1989年4月增补）、唐念慈（1989年4月增补）、秦杰（1991年3月增补）、凌启鸿（1992年3月增补）
- 秘书长：白云

### 第八届
- 时间：1993年1月-1998年1月
- 主任：沈达人
- 副主任：高德正、张耀华、唐念慈、凌启鸿、吴锡军、王敏生、曲钦岳、曹鸿鸣（1995年2月增补）、俞敬忠（1996年2月增补）、王霞林（1997年3月增补）
- 秘书长：王学成

### 第九届
- 时间：1998年1月-2003年1月
- 主任：陈焕友
- 副主任：曹鸿鸣、曲钦岳、王霞林、俞敬忠、洪锦炘、黄孟复、柏苏宁、俞兴德（2001年2月补选）、方之焯（2001年2月补选）
- 秘书长：钱协寅

### 第十届
- 时间：2003年1月-2008年1月
- 主任：李源潮 → 王寿亭（2007年11月代理）
- 副主任：王武龙（2006年11月撤销）、洪锦炘（2006年1月辞职）、柏苏宁、方之焯、李佩佑、叶坚、张艳、赵龙、王寿亭（2006年1月补选）、王湛（2006年1月补选）、李明朝（2007年2月补选）
- 秘书长：顾介康

### 第十一届
- 时间：2008年1月-2013年1月
- 主任：梁保华 → 罗志军（2011年2月当选）
- 副主任：李全林、柏苏宁、张艳、赵龙、丁解民、朱龙生
- 秘书长：仇中文

### 第十二届
- 时间：2013年1月-2018年1月
- 主任：罗志军 → 李强（2017年2月当选）
- 副主任：蒋定之（正部长级，2015年2月补选）、张卫国、蒋宏坤（2014年1月补选）、张艳、公丕祥、许仲梓、赵鹏、刘永忠、史和平（2015年2月补选）
- 秘书长：吕振霖

### 第十三届
- 时间：2018年1月-2023年1月
- 主任：娄勤俭（2022年1月辞任） → 吴政隆（2022年1月当选，2023年1月辞任）
- 副主任：李小敏（2019年1月补选）、陈震宁（2022年1月辞任）、许仲梓、邢春宁（2022年1月辞任）、刘捍东、魏国强、曲福田、王燕文（2020年1月补选）、马秋林（2021年1月补选）、樊金龙（2022年1月补选）
- 秘书长：陈蒙蒙

### 第十四届
- 时间：2023年1月至今
- 主任：信长星
- 副主任：樊金龙（党组副书记、常务副主任）、张爱军（党组副书记）（2024年1月补选）、魏国强、曲福田、陈星莺（2023年5月辞任）、周广智、张宝娟、夏心旻（2025年1月补选）
- 秘书长：陈建刚